# Hepneriana wroblewskae
Hepneriana wroblewskae är en insektsart som beskrevs av Irena Dworakowska 1972. Hepneriana wroblewskae ingår i släktet Hepneriana och familjen dvärgstritar. Inga underarter finns listade i Catalogue of Life.